# Giovanni Galeati
Giovanni Galeati (Castel Bolognese, 18 de fevereiro de 1901 - Bolonha, 7 de janeiro de 1959) foi um árbitro de futebol italiano que apitou jogos da Copa do Mundo FIFA de 1950, realizada no Brasil.